# Lill-Furuöns naturreservat
Lill-Furuöns naturreservat är ett naturreservat i Luleå kommun i Norrbottens län.
Området är naturskyddat sedan 2019 och är 1,5 kvadratkilometer stort. Reservatet omfattar ön Lill-Furuön i Lule skärgård. Ön är bevuxen med naturskog av främst tall men även gran och lövträd.  